# Honnelles
Honnelles (en picard OneIe) és un municipi belga de la província d'Hainaut a la regió valona. Està compost per les viles de Honnelles, Angre, Angreau, Athis, Autreppe, Erquennes, Fayt-le-Franc, Marchipont, Montignies-sur-Roc, Onnezies i Roisin.